# Косинець (лінійка)

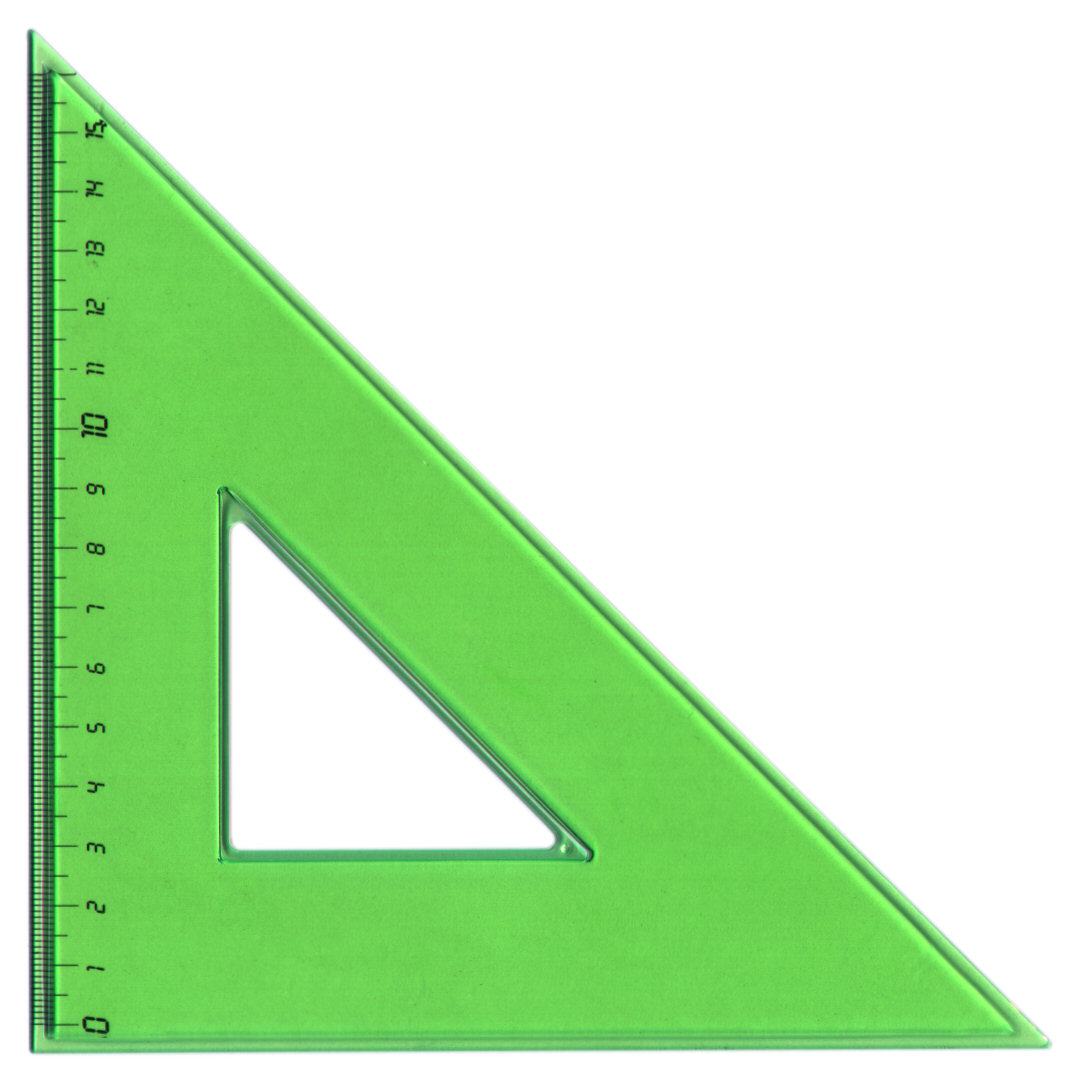
Косинець з кутами по 45°, 45° і 90°

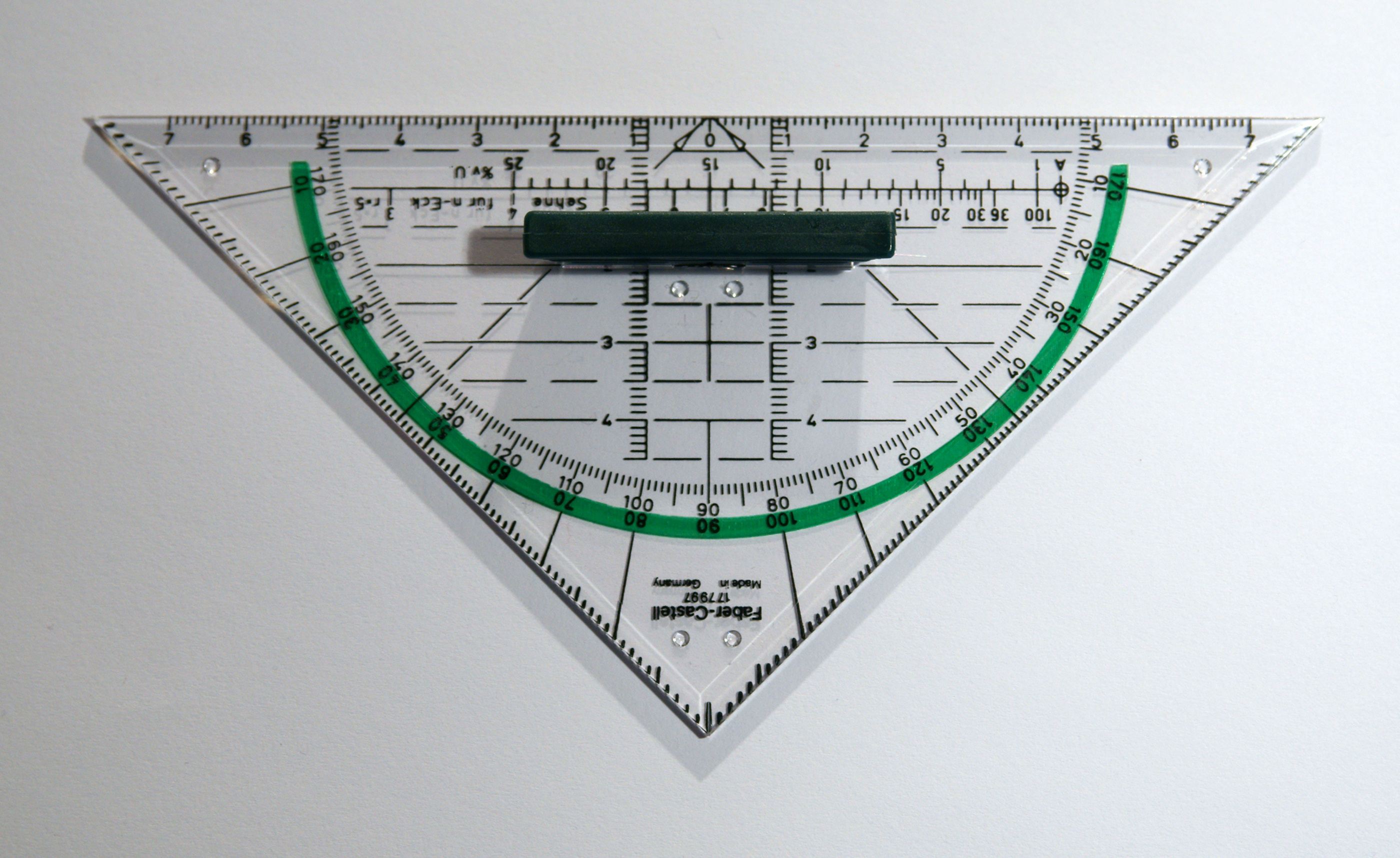
Косинець-транспортир

Коси́нець — лінійка у формі прямокутного трикутника для креслення й перевірки прямих кутів. Це креслярський інструмент у формі прямокутного трикутника для побудови кутів при виконанні креслеників, схем тощо, або у формі скріплених під прямим кутом брусків (кутник) для розмічання і контролю кутів у слюсарній справі та деревообробці.

## Різновиди косинців
Виготовляють косинці з деревини, пластмаси, рідше з металу. Найпоширеніші трикутні косинці з кутами 30°, 60° і 90° або 45°, 45° і 90°. Одна із сторін косинця зазвичай виконується у вигляді лінійки з нанесеними на ній поділками (мм і см). У столярній чи слюсарній справі консинці мають вигляд букви «Г» і їх ще називають — кутниками. Кутник складається з лінійки (зазвичай, довжиною від 60 мм до 1600 мм) з паралельними сторонами, що зафіксована в дерв'яній, металевій або пластмасовій ручці (основі). Кутники використовують для перевірки прямих кутів чи проведення ліній під прямим кутом.

## Символізм косинця
Косинець відомий з глибокої давнини, використовувався в роботі каменярів і теслярів і разом з циркулем був одним із символів їхньої роботи. Косинець і лінійка є атрибутами апостола Хоми, котрий вважається покровителем будівельників. У художніх уособленнях семи вільних мистецтв косинець використовувався для передачі образу геометрії або арифметики. Використовується як один із символів в масонстві.